# Acid clorhidric
Acidul clorhidric este o soluție apoasă a hidrogenului clorurat sau a clorurii de hidrogen (HCl). Soluția este un acid anorganic tare. Sărurile acidului clorhidric se numesc cloruri, dintre care cea mai cunoscută este clorura de sodiu (NaCl) (sare de bucătărie).

## Istoric
Nu există dovezi clare privind prepararea acidului clorhidric în Evul mediu, acesta fiind menționat în lucrările datate în sec. XV sau XVI ale alchimiștilor ce încercau să găsească piatra filozofală, însă aceste informații sunt încă dezbătute. Unii autori susțin ideea că substanța a fost sintetizată pentru prima dată de călugărul benedictin de naționalitate germană, Basilius Valentinus, în secolul al XV-lea, prin încălzirea sării de bucătărie cu acid sulfuric, iar alții citează „Plichto”, o carte despre tehnici de vopsit scrisă de venețianul Gioanventura Rossetti la sfârșitul secolului XVI, ca fiind prima sursă în care se descrie modalitatea de preparare a acidului clorhidric.
În secolul XVII Johann Rudolf Glauber din Karlstadt am Main, Germania, folosea clorura de sodiu și acidul sulfuric pentru a obține sulfat de sodiu în procesul Mannheim, din care rezulta hidrogen clorurat gazos. Joseph Priestley din Leeds, Anglia prepara acid clorhidric pur în 1772, iar în 1818 Humphry Davy din Penzance, Anglia demonstra prezența în structura acidului a hidrogenului și clorului.
În timpul revoluției industriale din Europa, cererea de substanțe alcaline creștea. Un nou proces industrial de fabricare de carbonat de sodiu a fost dezvoltat de către Nicolas Leblanc (Issoundun, Franța), principalul avantaj al acestuia fiind costul redus. Procedura consta în obținerea din sarea gemă a carbonatului de sodiu, utilizându-se acid sulfuric, calcar și cărbune, degajându-se acid clorhidric ca produs secundar. 
Înainte de adoptarea legii alcaline în 1863 în Regatul Unit și a unor alte legi asemănătoare de către alte țări europene, acidul clorhidric era eliberat în aer. După promogarea acestor acte normative, a devenit obligatorie barbotarea gazului în apă, producându-se astfel la scară industrială.
În secolul XX, procedeul Leblanc a fost înlocuit cu procedeul Solvay din care nu se mai obține acid clorhidric ca produs secundar. Acesta a devenit un produs chimic important prin utilizarea sa largă, astfel dezoltându-se alte metode de preparare, unele dintre acestea find folosite și în prezent. După anul 2000, compusul se  obține în timpul fabricării substanțelor organice la scală industrială.
Acidul clorhidric este prezent în Convenția Națiunilor Unite împotriva traficului ilicit cu narcotice și substanțe halucinante, fiind folosit la fabricarea de heroină, cocaină, metamfetamină.

## Răspândire
Acidul clorhidric se găsește în emanațiile vulcanilor și inclus în rocile vulcanice. Funerolele cu temperaturi cuprinse între 100 și 500 °C sunt acide, conținând dioxid de sulf, acid clorhidric și dioxid de carbon. De exemplu, prin acțiunea apei asupra clorurii de fier trivalent se depune hematită și se degajă HCl, conform reacției:
2FeCl3 + 3 H2O = Fe2O3 + 6 HCl
Mai poate fi întâlnit sub formă liberă în sucul gastric (concentrație 0,1 - 0,5 %) din stomacul vertebratelor, împreună cu pepsină și alți fosfați acizi, fiind produs în portiunea fornixului și a corpului gastric. Are rol în acidifierea mediului gastric până la o valoare de 1-2 a pH-ului, eliminănd cea mai mare parte a microbilor ingerați. De asemenea, el facilitează digestia proteinelor, cu precădere a celei implicate în digestie, pepsina. Valoarea mică a pH-ului favorizează activarea pepsinogenului, precursorul pepsinei. După ieșirea din stomac, acidul este neutralizat de către duoden și bicarbonat de sodiu.
Mucusul gastric, secretat de celulele mucipare gastrice, are rol în apărarea celulelor mucoasei gastrice de acțiunea acidului clorhidric, ca și bicarbonatul de sodiu. Dacă acest mecanism de protecție cedează, pot apărea boli ca ulcer sau arsuri stomacale (pirozis). Medicamentele din clasa antiacidelor, inhibitoare ale secretiei gastrice, inhibitorii pompei de protoni sau substanțele prokinetice au rol în neutralizarea acidului.
Sub formă de săruri e în cantități mari în zăcămintele de sare și în apa mărilor și oceanelor.

## Obținere
Acidul clorhidric este preparat prin dizolvarea în apă a hidrogenului clorurat. Acesta poate fi produs utilizând o diversitate de metode (vezi Hidrogen clorurat#Producere). Obținerea acidului la scală industrială este adesea în strânsă legătură cu prepararea altor compuși chimici.

### Nivel industrial
Acidul clorhidric este obținut ca soluții de 38 % HCl. Sunt posibile și concentrații mai mari (peste 40%), dar rata de evaporare este foarte ridicată, fiind necesare măsuri suplimentare de precauție cum ar fi creșterea presiunii și a temperaturii pentru a putea fi depozitat sau manipulat. Cantitatea principală produsă la nivel industrial este de 30%-40%, fiind optimizată pentru ușurința transportului și pentru a limita degajarea vaporilor de HCl. Soluțiile utilizate în scop casnic (în special la curățenie) în Statele Unite au o concentrație cuprinsă între 10% și 12%, menționându-se necesitatea diluării înainte de folosire. Aceleași valori sunt valabile și în Regatul Unit.
Cei mai importanți producători la nivel mondial sunt Dow Chemical cu 2 milioane de tone anual, FMC Corporation, Georgia Gulf Corporation, Tosoh Corporation, Akzo Nobel și Tessenderlo cu valori cuprinse între 0,5 și 1,5 tone pe an. Cantitățile obținute la nivel mondial de acid clorhidric sunt estimate la 20 Mt/an, dintre care 3 Mt se obțin prin sinteză directă, iar restul este produs secundar din alte sinteze. Cea mai mare cantitate de HCl este consumată de producător, iar piața deschisă este estimată la 5 Mt/an.

## Utilizare
Acidul este folosit pe scară largă în industria chimică, ca acid anorganic.
Acidul clorhidric este folosit în minerit în procesul de prelucrare, flotare a minereurilor, sau în tehnologia fosfaților.
De asemenea este utilizat la purificarea petrolului și gazului natural, ca și în metalurgie, și la cositorit.
In laborator acidul este un reactiv folosit frecvent la analize chimice la prepararea probelor, ca și în procedeele de titrare a unor baze/alcalii și ca agent de acidulare.
Acidul clorhidric azeotrop de concentrație 20% poate fi utilizat ca etalon primar în cadrul analizei cantitative, deși concentrația sa depinde de presiunea atmosferică din timpul preparării.

## Proprietăți

### Proprietăți fizice
Din informațiile furnizate de spectroscopia în IR și Raman și din valoarea momentului electric s-a stabilit că în molecula acidului clorhidric, cei doi atomi sunt legați covalent.
Densitatea soluției apoase este mai mare decât a apei.
| Procent masic, | Concentrație masică, | grad Baumé | Densitate | Molaritate | pH   | Viscozitate | capacitate calorică | Presiune de vapori | Punct de fierbere | Punct de topire |
| kg HCl/kg      | kg HCl/m3            | Baumé      | kg/l      | mol/dm3    |      | mPa·s       | kJ/(kg·K)           | Pa                 | °C                | °C              |
| -------------- | -------------------- | ---------- | --------- | ---------- | ---- | ----------- | ------------------- | ------------------ | ----------------- | --------------- |
| 10%            | 104.80               | 6.6        | 1.048     | 2.87       | −0.5 | 1.16        | 3.47                | 0.527              | 103               | −18             |
| 20%            | 219.60               | 13         | 1.098     | 6.02       | −0.8 | 1.37        | 2.99                | 27.3               | 108               | −59             |
| 30%            | 344.70               | 19         | 1.149     | 9.45       | −1.0 | 1.70        | 2.60                | 1,410              | 90                | −52             |
| 32%            | 370.88               | 20         | 1.159     | 10.17      | −1.0 | 1.80        | 2.55                | 3,130              | 84                | −43             |
| 34%            | 397.46               | 21         | 1.169     | 10.90      | −1.0 | 1.90        | 2.50                | 6,733              | 71                | −36             |
| 36%            | 424.44               | 22         | 1.179     | 11.64      | −1.1 | 1.99        | 2.46                | 14,100             | 61                | −30             |
| 38%            | 451.82               | 23         | 1.189     | 12.39      | −1.1 | 2.10        | 2.43                | 28,000             | 48                | −26             |

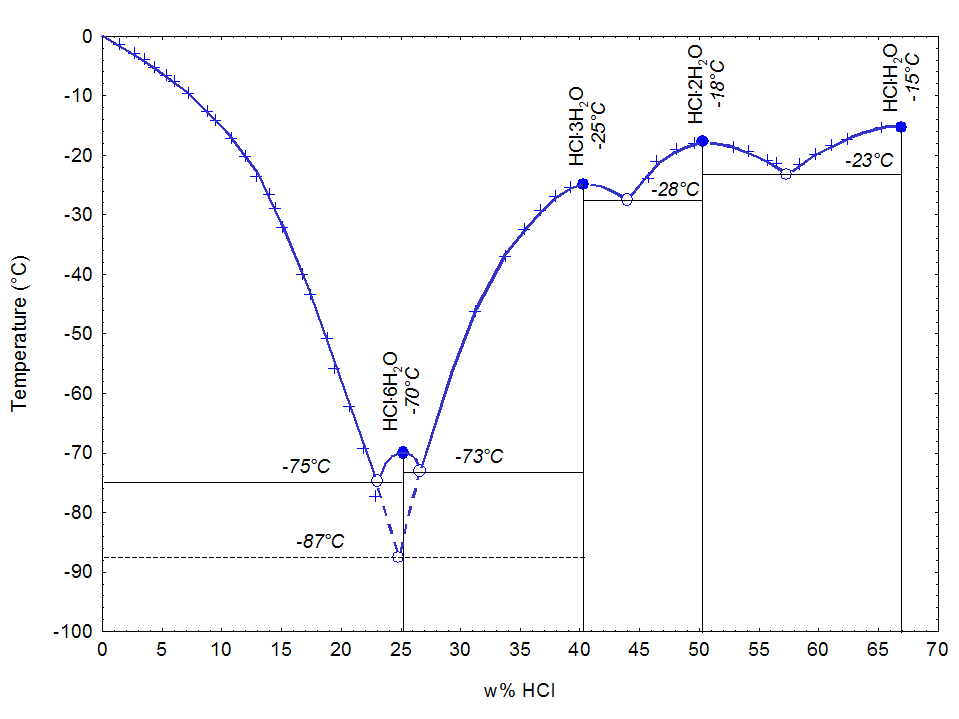
Temperatura de topire funcție de concentrația HCl în apă.

Acidul clorhidric este un gaz incolor, cu miros puternic, iritant. Densitatea sa relativă este de 1,12601 și greutatea unui litru de 1,6394 g. Gazul fumegă la aer cu formare de picături hidratate de HCl. Răcit la 10 °C și la o presiune de 40 atm se condensează sub forma unui lichid incolor. 
Punctul de fierbere este de -83,1 °C la presiune de 1 atm., iar cel de topire este de -112 °C.
În stare solidă se prezintă ca o masă albă cristalină. Cristalizează într-o rețea cubică moleculară. 
Temperatura și presiunea critică au valorile 51,25 °C și, respectiv, 81,6 atm. În stare lichidă nu conduce curentul electric și nu reacționează cu metalele, carbonații, oxizii, sulfurile.
Este solubil în benzen.
Formează un amestec azeotrop cu apa ce conține 20,24% HCl și distilă la 110 °C.
Dizolvarea PCl3 și PCl5 și a unor substanțe organice (eter, cetonă, acid, nitril, amină, etc.) conduc la creșterea conductibilității. În cazul dizolvării unor cloruri metalice în HCl s-a pus în evidență formarea unor ioni complecși (de ex. [AgCl4]3-).

### Proprietăți chimice
Hidrogenul clorurat este un acid monoprotic, adică poate disocia o singură dată în apă prin cedarea unui proton. În soluția apoasă de acid clorhidric, ionul H+ reacționează cu apa pentru a forma ionul hidroniu, H3O+:
HCl + H2O → H3O+ + Cl−
Un volum de apă dizolvă cca 450 volume de HCl gazos, reacția fiind exotermă (ΔH= -17,4 kcal/mol).
Celălalt ion care se formează este anionul clorură, Cl−. Acidul clorhidric poate fi folosit pentru a prepara sărurile sale numite „cloruri” (de exemplu, clorura de sodiu). Este un acid puternic, disociind complet în apă.
Acizii monoprotici prezintă o singură constantă de disociere, Ka, ce indică gradul de disociere în apă. Pentru un acid tare cum este acidul clorhidric, valoarea acesteia este mare, existând încercări teoretice de a-i determina valoarea exactă. Când se adaugă cloruri (de exemplu: NaCl) în soluții apoase de acid clorhidric, acestea nu au practic niciun efect asupra pH-ului, deci clorura este o bază conjugată slabă și acidul clorhidric este complet disociat în apă. Astfel, soluțiile apoase de tărie medie de HCl au molaritatea egală cu cea a protonului.
Căldura de formare din elemente e de 92 kJ/mol
Dintre acizii minerali comuni, acidul clorhidric este acidul monoprotic care participă cel mai puțin la reacțiile redox. Este unul dintre cei mai ușor manevrabili acizi tari, deoarece conține ionul Cl- care nu este toxic. Soluțiile de tărie medie sunt destul de stabile la păstrare, menținându-și proprietățile timp îndelungat.

### Reacții
Acidul clorhidric atacă metalele( formând cloruri și apă), cu excepția metalelor nobile ca aurul, tantalul (germaniul), cuprul, argintului și mercurul (numai în absența oxigenului).
{\displaystyle \mathrm {Mg+2\,HCl\rightarrow MgCl_{2}+H_{2}\uparrow } }
Acidul poate fi folosit la curățirea metalelor (ruginei) prin îndepărtarea (oxizilor) de ex. de pe cupru:
{\displaystyle \mathrm {CuO+2\,HCl\rightarrow CuCl_{2}+H_{2}O} }
În stare gazoasă, acidul disociază în elemente, la valori înalte ale temperaturii. De exemplu, gradul de disociere la 300 °C și 1 atm este de 3·10−7%, iar la 1000 °C este de 0,014%.
Dizolvat în benzen fără urme de apă nu reacționează cu metale cum ar fi zincul
În soluții concentrate, el dizolvă unele metale cu formare de cloruri metalice și hidrogen gazos, reacționând și cu anumiți compuși bazici cum ar fi CaCO3 sau CuO, formând cloruri dizolvate ce pot fi ulterior analizate.
Prin combinare cu trioxid de sulf produce acid clorosulfonic.
Un amestec al acidului clorhidric și acid azotic, numit apă regală atacă aurul:
{\displaystyle \mathrm {Au^{3+}+4\,Cl^{-}\rightarrow AuCl_{4}^{-}} }

## Măsuri de protecție
In contact cu pielea acidul produce arsuri, vaporii lui sunt de asemenea caustici. In cazul contactului cu acid se recomandă până la sosirea doctorului spălarea abundentă cu apă a pielii. De asemenea unele sapunuri continand o cantitate prea mare de soda caustica pot leza pielea si mai rau.
1. prin reacția acidului cu nitratul de argint
2. prin formarea unui precipitat cu amoniacul (bază slabă)
3. prin eliberarea clorului în reacția cu oxidul de mangan (IV)

{\displaystyle \mathrm {HCl+AgNO_{3}\rightarrow HNO_{3}+AgCl} }
{\displaystyle \mathrm {AgCl+2\,NH_{3}\rightarrow [Ag(NH_{3})_{2}]^{+}+Cl^{-}} }
{\displaystyle \mathrm {AgCl+HCl\rightarrow H^{+}+[AgCl_{2}]^{-}} }
{\displaystyle \mathrm {4\,HCl+MnO_{2}\rightarrow Cl_{2}+MnCl_{2}+2\,H_{2}O} }
Concentrația de acid clorhidric se stabilește prin titrare cu o soluție de sodă caustică cu o concentrație cunoscută, sau prin fotometrie.